# Gabriele Löwe
Gabriele Löwe, född den 12 december 1958 i Dresden, Tyskland, är en östtysk friidrottare inom kortdistanslöpning.
Hon tog OS-silver på 4 x 400 meter stafett vid friidrottstävlingarna 1980 i Moskva. 